# Proendos
Proendos (llamada oficialmente Santa María de Proendos) es una parroquia y una aldea española del municipio de Sober, en la provincia de Lugo, Galicia.

## Límites
Limita con las parroquias de Arrojo, Refojo y Neiras al norte, Gundibós y Liñarán al este, Figueiroá al sur, y Millán, Rosende y San Martín de Anllo al oeste.

## Organización territorial
La parroquia está formada por dieciséis entidades de población, constando trece de ellas en el nomenclátor del Instituto Nacional de Estadística español:
- Carqueixa (A Carqueixa)
- Castaxúa
- Corvelle
- Francos (Francos de Proendos)
- Froxán
- Laxes (As Laxas)
- Mer
- O Campo
- Outeiro
- Pacios (Os Pacios)
- Pena (A Pena de Proendos)
- Proendos
- Sanxillao (San Xillao)
- Sober o Vello
- Vilastrille de Arriba
- Villastrille (Vilastrille) (Vilastrille de Abaixo)

## Demografía

### Parroquia
| Gráfica de evolución demográfica de Proendos (parroquia) entre 2000 y 2021 |
|                                                                            |
| Datos según el nomenclátor publicado por el INE.                           |

### Aldea
| Gráfica de evolución demográfica de Proendos (aldea) entre 2000 y 2021 |
|                                                                        |
| Datos según el nomenclátor publicado por el INE.                       |